# Mount Ellsworth
Der Mount Ellsworth ist ein 2925 m hoher Berg in der antarktischen Ross Dependency. Er ist der höchste Gipfel zwischen dem Steagall- und dem Amundsen-Gletscher im Königin-Maud-Gebirge.
Der US-amerikanische Polarforscher Richard Evelyn Byrd entdeckte ihn im späten November 1929 von während seines Überflugs über die Antarktis im Zuge seiner ersten Südpolexpedition (1928–1930). Benannt ist der Berg nach dem US-amerikanischen Flugpionier und Polarforscher Lincoln Ellsworth.